# Olympische Sommerspiele 2024/Radsport – Omnium (Männer)
Das Omnium der Männer bei den Olympischen Spielen 2024 in Paris fand am 8. August im Vélodrome National statt.

## Ablauf
Das Omnium bestand aus vier Ausdauerrennen mit Massenstart, die innerhalb von drei Stunden in der Abendsession des 8. August ausgetragen wurden. In den ersten drei Rennen erhielten die Fahrer je nach Position 40, 38, 36 etc. Punkte für die Gesamtwertung. Im letzten Rennen, dem Punktefahren, wurden fortlaufend Punkte zur Gesamtwertung addiert. Der Fahrer mit den meisten Punkten gewann.
- Scratch: Rennen über 40 Runden (10 Kilometer). Die Fahrer wurden nach Zieleinlauf klassiert; wer unterwegs eine Runde gewann bzw. verlor, wurde jedoch vor bzw. nach den anderen klassiert.
- Temporennen: Rennen über 40 Runden (10 Kilometer). Nach den ersten fünf Runden erhielt der Führende in jeder Runde einen Punkt; ein Rundengewinn zählte 20 Punkte. Diese Punkte waren jedoch nur für das Ranking innerhalb des Temporennens relevant.
- Ausscheidungsfahren: Alle zwei Runden schied der letzte Fahrer aus.
- Punktefahren: Rennen über 100 Runden (25 Kilometer). Alle zehn Runden wurden Punkte bei Zwischensprints vergeben; für einen Rundengewinn gab es 20 Punkte.

## Rennverlauf
Die Qualifikation für diesen Wettbewerb richtete sich nach einer Nationen-Rangliste, in die die Ergebnisse der Bahnradsport-Weltmeisterschaften 2023, des UCI Track Cycling Nations’ Cups 2023 und 2024 sowie der kontinentalen Meisterschaften 2023 und 2024 eingingen. Mit Iúri Leitão stand der amtierende Weltmeister am Start, dazu kamen in Person von Aaron Gate, Fernando Gaviria, Benjamin Thomas und Ethan Hayter vier ehemalige. Der Olympiasieger von 2021, Matthew Walls, war nicht zugegen, dafür Elia Viviani, der 2016 gewonnen hatte.
Im eröffnenden Scratch-Rennen gewannen Benjamin Thomas, Jan-Willem van Schip, Fabio Van den Bossche sowie Niklas Larsen eine Runde auf das Feld und wurden daher vor den anderen klassiert; Thomas übernahm die Führung. Youssef Abouelhassan verlor drei Runden auf das Feld und erhielt daher 40 Punkte Abzug. Im Temporennen holten Van den Bossche, Leitão und Tim Torn Teutenberg die meisten Sprints und dazu eine Runde, so dass sie sich in der Gesamtwertung vorarbeiteten und Van den Bossche die Führung übernahm.
Larsen und van Schip mussten das Ausscheidungsfahren früh verlassen und verloren so ihre gute Ausgangslage. Thomas wurde bei acht verbliebenen Fahrern als letzter eliminiert und hatte sich schon vom Feld abfallen lassen, als die Jury ihre Meinung änderte und Gaviria relegierte, der sich durch Fahren auf dem blauen Band seinem Ausscheiden zu entziehen versucht hatte. Thomas sprintete zum Feld zurück und beendete das Ausscheidungsfahren als Dritter hinter Hayter und Viviani. Zusammen mit Teutenberg profitierte er noch von einer Relegation Vivianis, der Teutenberg zuvor behindert hatte.
Vor dem abschließenden Punktefahren lag Van den Bossche (106 Punkte) in Führung vor Thomas (98 Punkte), Leitão und Teutenberg folgten mit je 94 Punkten vor Hayter mit 88.  Teutenberg und Hayter konnten im letzten Wettkampf jedoch kaum noch an Boden gewinnen. Im Anschluss an den zweiten Sprint bildete sich eine Gruppe aus Gate, Thomas, Van den Bossche und Kazushige Kuboki, zu denen sich mit großer Energieleistung noch Leitão gesellte; diese fünf Fahrer erzielten einen Rundengewinn. Als Van den Bossche bei einem zweiten Rundengewinn Thomas’ und Leitãos nicht mitgehen konnte, sackte er auf den dritten Rang ab. Der sicher scheinende Sieg von Thomas geriet noch einmal in Gefahr, als er sich 25 Runden vor Schluss am Hinterrad Van den Bossches aufhängte und fiel. Er kam jedoch mit dem Schrecken davon und profitierte von der für solche Fälle vorgesehenen Neutralisierung. Thomas gewann schließlich die Goldmedaille vor Heimpublikum, Silber ging an Leitão und Bronze an Van den Bossche.

## Ergebnisse
| Rang | Name                  | Nation             | Punkte | Punkte | Punkte | Punkte | Punkte |
| Rang | Name                  | Nation             | SH     | TR     | EL     | PR     | Gesamt |
| ---- | --------------------- | ------------------ | ------ | ------ | ------ | ------ | ------ |
| 1    | Benjamin Thomas       | Frankreich         | 40     | 20     | 38     | 66     | 164    |
| 2    | Iúri Leitão           | Portugal           | 28     | 38     | 28     | 59     | 153    |
| 3    | Fabio Van den Bossche | Belgien            | 36     | 40     | 30     | 25     | 131    |
| 4    | Albert Torres         | Spanien            | 26     | 28     | 16     | 57     | 127    |
| 5    | Aaron Gate            | Neuseeland         | 24     | 26     | 20     | 53     | 123    |
| 6    | Kazushige Kuboki      | Japan              | 32     | 12     | 22     | 47     | 113    |
| 7    | Tim Torn Teutenberg   | Deutschland        | 22     | 36     | 36     | 04     | 098    |
| 8    | Ethan Hayter          | Großbritannien     | 30     | 18     | 40     | 09     | 097    |
| 9    | Elia Viviani          | Italien            | 18     | 22     | 34     | 23     | 097    |
| 10   | Niklas Larsen         | Dänemark           | 38     | 30     | 10     | 06     | 084    |
| 11   | Alex Vogel            | Schweiz            | 20     | 34     | 08     | 0      | 062    |
| 12   | Jan Voneš             | Tschechien         | 08     | 32     | 14     | 02     | 056    |
| 13   | Tim Wafler            | Österreich         | 16     | 10     | 04     | 25     | 055    |
| 14   | Sam Welsford          | Australien         | 14     | 06     | 32     | 0      | 052    |
| 15   | Jan-Willem van Schip  | Niederlande        | 34     | 16     | 01     | 0      | 051    |
| 16   | Grant Koontz          | Vereinigte Staaten | 12     | 24     | 06     | 0      | 042    |
| 17   | Fernando Gaviria      | Kolumbien          | 02     | 14     | 26     | 0      | 042    |
| 18   | Alan Banaszek         | Polen              | 04     | 08     | 24     | 05     | 041    |
| 19   | Dylan Bibic           | Kanada             | 10     | 01     | 18     | 0      | 029    |
| 20   | Bernard van Aert      | Indonesien         | 06     | 02     | 01     | −40    | −31    |
| 21   | Ricardo Peña          | Mexiko             | 01     | 04     | 02     | −40    | −33    |
| 22   | Youssef Abouelhassan  | Ägypten            | −39    | 01     | 12     | −40    | −66    |